# Jon García Herrero
Jon García Herrero (Bilbao, Vizcaya, 4 de junio de 1991) es un futbolista español que juega de central en el Albacete Balompié de Segunda División.

## Trayectoria
Aunque comenzó a jugar a fútbol en su centro escolar, el Colegio Vizcaya, tardó poco en dar el salto a las categorías inferiores del Athletic Club. Tras jugar en el CD Basconia dos temporadas, el Athletic Club le ascendió al equipo filial, el Bilbao Athletic. Tres años después de llegar al Bilbao Athletic y, tras frustrarse el ascenso del equipo a Segunda División, fichó por el CD Lugo en el verano de 2014. En Galicia, tuvo una grave lesión que le obligó a estar casi un año entero sin poder jugar. Poco más de un año después de su llegada, abandonó el cuadro gallego y fichó por el Racing de Santander.
Tras acabar la temporada y después de jugar muy pocos partidos en Santander, fichó por el Sestao River en el verano de 2016. Después de descender con el Sestao River Club a Tercera División, fichó por la S.D. Ponferradina. En septiembre de 2020, tras rescindir su contrato con la Ponferradina, fichó por el Racing de Ferrol donde ya había estado cedido los últimos seis meses.
En julio de 2024 firmó un contrato de dos temporadas con el Albacete.

## Clubes
| Club                | País   | Año       | Categoría          | Part. | Gol. |
| ------------------- | ------ | --------- | ------------------ | ----- | ---- |
| C.D. Baskonia       | España | 2009-2010 | Tercera División   | 17    | 3    |
| C.D. Baskonia       | España | 2010-2011 | Tercera División   | 31    | 3    |
| Bilbao Athletic     | España | 2011-2012 | Segunda División B | 8     | 0    |
| Bilbao Athletic     | España | 2012-2013 | Segunda División B | 33    | 2    |
| Bilbao Athletic     | España | 2013-2014 | Segunda División B | 34    | 2    |
| C. D. Lugo          | España | 2014-2015 | Liga Adelante      | 7     | 0    |
| C. D. Lugo          | España | 2015      | Liga Adelante      | 0     | 0    |
| Racing de Santander | España | 2016      | Segunda División B | 8     | 0    |
| Sestao River        | España | 2016-2017 | Segunda División B | 39    | 1    |
| S.D. Ponferradina   | España | 2017-2018 | Segunda División B | 40    | 4    |
| S.D. Ponferradina   | España | 2018-2019 | Segunda División B | 27    | 0    |
| S.D. Ponferradina   | España | 2019-2020 | LaLiga SmartBank   | 0     | 0    |
| Racing de Ferrol    | España | 2020-2021 | Segunda División B | 0     | 0    |
| Racing de Ferrol    | España | 2021-2022 | Primera RFEF       | 25    | 1    |